# Gino Vandelli
Gino Vandelli (Modena, 2 dicembre 1902 – Sassuolo, 25 febbraio 1976) è stato un calciatore italiano, di ruolo attaccante.

## Carriera
Attaccante interno cresciuto con la Reggiana, esordì nella massima serie con il Modena nel campionato 1926-1927.
In seguito militò nella Ternana, come allenatore-giocatore nella stagione 1928-1929, e quindi nel Foligno.

## Palmarès

### Giocatore

#### Competizioni regionali
- Campionato italiano di terza divisione: 1

Sassuolo: 1925-1926

### Allenatore

#### Competizioni regionali
- Prima Divisione: 1

Carpi: 1935-1936